# Economía ortodoxa
La economía ortodoxa o convencional (Mainstream economics, en inglés) es un término inexacto que se utiliza para referirse a la corriente de pensamiento económico prominente. Es la forma más ampliamente aceptada de enseñar economía en las universidades, en contraste a la economía heterodoxa. 
La principal escuela del pensamiento económico ortodoxo contemporáneo, son los denominados nueva economía keynesiana. Los economistas ortodoxos no se identifican, en general, como miembros de una escuela en particular, sino que pueden, sin embargo, estar asociado con los enfoques dentro de campos específicos, como el de las expectativas racionales a la macroeconomía. Definen sus escuelas en base a progresos en la integración metodológica, adoptando esta forma de periodización de la historia del pensamiento económico.
| Escuelas de pensamiento económico | Economía Escolástica    | Mercantilismo           | Fisiocracia                | Economía clásica         | Economía neoclásica                    | Neokeynesianismo                                            | Nueva economía keynesiana                                    |
| --------------------------------- | ----------------------- | ----------------------- | -------------------------- | ------------------------ | -------------------------------------- | ----------------------------------------------------------- | ------------------------------------------------------------ |
| Conocimiento                      | Especulación filosófica | Especulación filosófica | Especulación filosófica    | Economía como disciplina | Desarrollos en Microeconomía           | Bases de la Teoría económica: Microeconomía y Macroeconomía | Microfundamentos                                             |
| Elementos constructivos           | Filosofía medieval      | Empirismo filosófico    | Filosofía de la naturaleza | Filosofía social         | Economía clásica+Análisis marginalista | Economía neoclásica+Keynesianismo                           | Neokeynesianismo+ Mayor fundamento microeconómico y empírico |

Economistas Heterodoxos generalmente lo han asociado con la economía neoclásica y con la síntesis neoclásica, la cual combina métodos y aproximaciones keynesianas a la macroeconomía.

## Economistas "de agua dulce" y "de agua salada"
En los Estados Unidos, los economistas convencionales normalmente no se separan en escuelas, pero dos de las más grandes escuelas de pensamiento económico contemporáneo han sido las "de agua dulce" y "de agua salada". A principios de 1970, los economistas considerados "de agua dulce" desafiaron el consenso prevaleciente en la investigación macroeconómica. Elementos clave de su enfoque fueron que la macroeconomía tenía que ser dinámica, cuantitativa y basada en cómo los individuos y las instituciones toman decisiones bajo incertidumbre. Muchos de los defensores de este nuevo marco radical de la macroeconomía estuvieron asociados con la Universidad Carnegie Mellon, la Universidad de Chicago, la Universidad de Rochester y la Universidad de Minnesota. Se les mencionaba como "las escuelas de agua dulce" porque Pittsburgh, Chicago, Rochester, y Minneapolis estaban más cerca de los Grandes Lagos. El consenso establecido fue defendido principalmente por economistas en universidades e instituciones cercanas a las costas este y oeste de los Estados Unidos, como Berkeley, Harvard, el MIT, la Universidad de Pensilvania, Princeton, Columbia, Stanford, y Yale. Fueron por ello referidas a menudo como las "escuelas de agua salada". Hoy, los economistas convencionales no se suelen identificar generalmente como miembros de una escuela particular.

## Historia
- El uso actual del término "economía convencional" se concreta tras la Segunda Guerra Mundial
- Previo al surgimiento de la economía como disciplina se construyeron conceptualizaciones de la economía por medio de los fisiócratas, quienes analizaban la economía desde un enfoque de la filosofía natural.
- La economía como disciplina se atribuyo como origen en la publicación de la obra La riqueza de las naciones de Adam Smith. Obra que marca el inicio del periodo histórico del pensamiento económico denominado economía clásica.
- Durante la Gran Depresión y la consiguiente Segunda Guerra Mundial, la escuela de economía keynesiana tuvo una importante prominencia.
- La síntesis neoclásica, la cual fue la fusión tras la Segunda Guerra Mundial de la macroeconomía keynesiana y la microeconomía neoclásica.
- A partir de la década de 1970, y con la crisis del petróleo en 1973 y la aparición de un nuevo fenómeno como la estanflación, surge el monetarismo (una escuela de pensamiento económico y de pensamiento político) bajo la influencia de Milton Friedman, derivando en base a estrictamente monetario en el desarrollo de la economía monetaria, lo que superaría tendencias políticas monetarias solo fundamentadas en el keynesianismo.
- Simultáneamente en los 70s, se producía el surgimiento de las expectativas racionales en la macroeconomía.
- Desde 2007, la crisis financiera de 2007–2010 ha tenido un mayor integración de la economía financiera en los análisis económicos.

### Término
El término economía convencional se hizo de uso común en el siglo XX tardío. [cita requerida]

### Métodos
- Teoría de la elección racional (decisiones consistentes con sus preferencias).
- Agente representativo (reduciendo un problema de muchos cuerpos a otro problema de uno solo). También se modela en base al agentes heterogéneos.
- Expectativas racionales (mecanismo de modelación de absorción de información de su entorno o realidad).
- Maximización de la utilidad (mecanismo de modelación para la captura el comportamiento económico en base a objetivos de mejorar su condición en base a limitaciones o disyuntivas; los individuos tienden a maximizar la utilidad y las empresas el beneficio).
- Individualismo metodológico (El Individualismo metodológico es la aproximación metodológica que provee mayor información para su modelación).
- Equilibrio económico (describe un comportamiento tendencial en la dinámica económica de encontrar un equilibrio entre la oferta y la demanda).
- Mucha de la modelización económica moderna consiste en explorar los efectos que ciertos factores complejos tienen en los modelos, como la información imperfecta y asimétrica, mercados incompletos, competición imperfecta y costes de transacción.
- La economía ortodoxa incluye teorías de:
  - Tanto de fallo de mercado, como de fallo del Estado.
  - Tanto de bien privado, como de bien público.

## Proto-campos de estudio

### Proto-campos de estudio avanzados
Son campos de estudio en desarrollo avanzado por teóricos económicos particulares, pero que no existe en prominencia una representación del contenido analítico, especializado, sistemático, metódico, con mayor fortaleza en la verificabilidad y en su caracterización fáctica, de forma generalizada en su estudio. Por lo que falta un mayor esfuerzo en ello para consolidarse como un campo de estudio en un sentido riguroso.
- Econofísica
- Economía de la complejidad
- Economía ecológica
- Economía evolutiva
- Economía institucional
- Economía política
- Neuroeconomía
- Economía de la tecnología
- Economía de género
- Filosofía de la economía
- Economía del cambio climático
- Economía computacional

### Campos de estudio sin concepciones claras
- Termoeconomía
- Economía rural
- Economía normativa
- Bioeconomía (ciencia económica)
- Socioeconomía
- Economía regional
- Política industrial
- Astroeconomía